# Vogliamo essere amici?
Vogliamo essere amici? (Hindi: मुझसे दोस्ती करोगे, Urdu: مجھسے دوستی کروگے) è un film di Bollywood del 2002, diretto da Kunal Kohli, con Hrithik Roshan, Rani Mukherjee e Kareena Kapoor.
Il titolo originale alla lettera significa "Faresti amicizia con me?".